# 金銀蛋浸莧菜
金銀蛋浸莧菜為中國廣東、香港和澳門地區常見的小菜。材料莧菜、蒜粒、鹹蛋黃和皮蛋，也可以改用菠菜或丝瓜炒金銀蛋，是一味很好的清熱潤腸小菜。 